# 13011 Лойє
13011 Лойє (13011 Loeillet) — астероїд головного поясу, відкритий 26 серпня 1987 року.
Тіссеранів параметр щодо Юпітера — 3,188.